# 8½ (فلم)
8½هو فيلم كوميديا سريالية درامية إيطالي من إنتاج عام 1963 ومن إخراج فيديريكو فليني. شارك في تأليف السيناريو فيلليني، وتوليو بينيللي، وبرونيلو روندي، ويلعب دور البطولة مارسيلو ماستروياني بشخصية جويدو أنسيلمي، وهو مخرج سينمائي إيطالي شهير يعاني قفلةً إبداعيةً خلال محاولته إخراج فيلم خيال علمي. صوّر الفيلمَ بالأبيض والأسود المصورُ السينمائي جياني دي فينانزو، ويتميز الفيلم بموسيقى تصويرية من تأليف نينو روتا مع موقع تصوير وأزياء صمّمها بييرو غيراردي.
فاز 8½ بجائزتي أوسكار لأفضل فيلم بلغة أجنبية وأفضل تصميم أزياء (بالأبيض والأسود). اعتُرف به فيلمًا طليعيًا ومؤثرًا بشدة، وكان من بين أفضل عشرة أفلام في أفضل 50 من أفلام قائمة البصر والصوت في كل الأوقات، وجاء في المرتبة الثالثة في استطلاع عام 2002 للمخرجين أجرته جمعية الأفلام البريطانية، وهو مُدرج أيضًا في تصنيف الكرسي الرسولي لأفضل 45 فيلمًا أُنتج قبل عام 1995 وذلك في الذكرى السنوية السينمائية المئة. يُعتبر هذا الفيلم حاليًا أحد أفضل الأفلام في تاريخ السينما على الإطلاق.

## الحبكة
جويدو أنسيلمي (مارسيلو ماستروياني) مخرج سينمائي إيطالي شهير، يعاني «قفلة المخرج». متعطلًا خلال فيلم الخيال العلمي الجديد خاصته، والذي يتضمن إشارات مبطنة لسير ذاتية واقعية، يفقد اهتمامه وسط صعوبات في حياته الشخصية والفنية. خلال محاولته التعافي في منتجع صحي فاخر، يستأجر جويدو ناقدًا مشهورًا (جان روجول) لمراجعة أفكاره حول فيلمه، لكن الناقد يصفها بأنها ضعيفة وفقيرة فكريًا ومضللة. خلال كل ذلك، يحصل لدى جويدو رؤى متكررة عن امرأة مثالية (كلوديا كاردينال) يراها مفتاحًا لقصته. تأتي عشيقته السرية المرحة، كارلا (ساندرا ميلو)، من روما لزيارته، لكن جويدو يجعلها تقيم في فندق آخر ويتجاهلها معظم الوقت. ينتقل طاقم إنتاج الفيلم إلى فندق جويدو في محاولة لحمله على العمل على الفيلم، إلا أنه يتجنب موظفيه، ويتجاهل الصحفيين، ويرفض اتخاذ القرارات، ولا يخبر الممثلين بأدوارهم حتى. مع تزايد الضغط لبدء التصوير، يسترجع جويدو ذكريات طفولته: قضاء الليالي في فيلا جدته، والرقص مع عاهرة (إيدرا غيل) على الشاطئ عندما كان تلميذًا في المدرسة، ومعاقبته في مدرسته الكاثوليكية الصارمة نتيجة لذلك. يدّعي الناقد السينمائي أن هذه الذكريات عاطفية جدًا ويكتنفها الغموض لذا لا يمكن استخدامها في فيلم جويدو.
مع تلقيه الفرصة النادرة لإجراء لقاء شخصي مع الكاردينال في حمام بخاري (وهو مشهد يخطط جويدو لتكراره في فيلمه)، يعترف جويدو أنه غير سعيد. يرد عليه الكاردينال باقتباسات من الديانة المسيحية وبالقليل من التبصر في حالته. يدعو جويدو زوجته المنفصلة عنه لويزا (أنوك أيمي) وأصدقاءها للانضمام إليه. يرقصان معًا، ما يشير إلى أن الزوجين ما زالت لديهما فرصة في إصلاح العلاقة، لكن جويدو يتركها لينضم إلى فريق الإنتاج. يقوم الطاقم بجولة في البنية التحتية الفولاذية لسفينة صاروخية بالحجم الطبيعي مبنية على الشاطئ، ويعترف جويدو لصديقة زوجته المقربة روسيلا (روسيلا فالك) أنه يريد حقًا إنتاج فيلم نقي وصادق، لكنه يكافح لإيجاد شيء صادق ليقوله. تفاجئ كارلا جويدو وروسيلا ولويزا خارج الفندق، ويدعي جويدو أن علاقته بكارلا انتهت منذ سنوات. تصفانه لويزا وروسيلا بالكاذب، ويذهب جويدو بعيدًا في خياله حيث يكون السيد لمنزل من الحريم. تحممه النساء (كما في فيلا جدته) ويرششن عليه البودرة، ولكن فتاة الاستعراض المرفوضة تبدأ تمردًا. تهاجم النساء جويدو بحقائق قاسية عن نفسه وعن حياته الجنسية، فيجلدهن جويدو حرفيًا ليعدن إلى ما كن عليه.

## بطولة
- مارسيلو ماستروياني
- كلاوديا كاردينالي

## الميزانية والإيرادات
حقق أرباحا تقدر بـ 3.5 مليون دولار .

### ترشيحات وجوائز
| السنة | الحدث  | الفئة           | النتيجة  |
| ----- | ------ | --------------- | -------- |
|       | أوسكار | أفضل فيلم أجنبي | فـــــوز |

## وصلات خارجية
- مقالات تستعمل روابط فنية بلا صلة مع ويكي بيانات